# Плазмотрон
Плазмотро́н (дословно — «генератор плазмы») — техническое устройство, в котором при протекании электрического тока через разрядный промежуток образуется плазма, используемая для обработки материалов или как источник света и тепла.

## История создания
Первые плазмотроны появились в середине XX века в связи с появлением материалов, устойчивых в условиях высоких температур и расширением производства тугоплавких металлов. Другой причиной появления плазмотронов, явилась потребность в источниках тепла большой мощности. Замечательными особенностями плазмотрона как инструмента современной технологии являются:
- Получение сверхвысоких температур (до 150 000 °C, в среднем получают 10 000—30 000 °C), недостижимых при сжигании химического топлива.
- Компактность и надёжность.
- Лёгкое регулирование мощности, лёгкий пуск и остановка рабочего режима плазмотрона.

## Типы применяемых плазмотронов
Электродуговые:
- С прямой дугой.
- С косвенной дугой.
- С электролитическим электродом (электродами).
- С вращающейся дугой.
- С вращающимися электродами.

Высокочастотные:
- Индукционные
- Ёмкостные

Комбинированные:
Работают при совместном действии токов высоких частот (ТВЧ) и при горении дугового разряда, в том числе с сжатием разряда магнитным полем.

## Области использования плазмотронов
- сварка и резка металлов и тугоплавких материалов
- нанесение ионно-плазменных защитных покрытий на различные материалы (см. Плазменное напыление)
- нанесение керамических термобарьерных, электроизоляционных покрытий на металлы (см. Плазменное напыление)
- подогрев металла в ковшах при мартеновском производстве
- получение нанодисперсных порошков металлов и их соединений для металлургии
- двигатели космических аппаратов
- термическое обезвреживание высокотоксичных органических отходов
- Синтез химических соединений (например синтез оксидов азота и др., см. Плазмохимия)
- Накачка мощных газовых лазеров.
- Плазменная проходка крепких горных пород.
- Безмазутная растопка пылеугольных котлов электростанций.
- Расплавление и рафинирование (очистка) металлов при плазменно-дуговом переплаве.

## Особенности применяемых материалов в конструкции

### Дуговые плазмотроны
Плазменная горелка дугового плазмотрона имеет по меньшей мере один анод и один катод, к которым подключают источник питания постоянного тока. Для охлаждения используют каналы, омываемые обычно водой.

### Высокочастотные плазмотроны
Высокочастотные плазмотроны являются безэлектродными и используют индуктивную или ёмкостную связь с источником мощности. Поскольку для прохождения высокочастотной мощности сквозь стенки разрядной камеры, последняя должна быть выполнена из непроводящих материалов, в качестве таковых, как правило используется кварцевое стекло или керамика. Поскольку для поддержания безэлектродного разряда не требуется электрического контакта плазмы с электродами, применяют газодинамическую изоляцию стенок от плазменной струи, что позволяет избежать их чрезмерного нагрева и ограничиться воздушным охлаждением.
Применение таких химически устойчивых материалов позволяет использовать в качестве рабочего тела воздух, кислород, пары воды, аргон, азот и другие газы.

### СВЧ плазмотроны
Плазмотроны данного типа основаны на сверхвысокочастотном разряде, как правило в резонаторе, сквозь который продувается плазмообразующий газ.